# Communauté de communes du Val Bréon
Die Communauté de communes du Val Bréon war ein französischer Gemeindeverband mit der Rechtsform einer Communauté de communes im Département Seine-et-Marne in der Region Île-de-France. Sie wurde am 2. Januar 1995 gegründet und umfasste zehn Gemeinden. Der Verwaltungssitz befand sich im Ort La Houssaye-en-Brie.

## Historische Entwicklung
Am 1. Januar 2017 wurde der Gemeindeverband mit der Communauté de communes Les Sources de l’Yerres und der Communauté de communes de la Brie Boisée zur neuen Communauté de communes Val Briard zusammengeschlossen.

## Mitgliedsgemeinden
1. Fontenay-Trésigny
2. Presles-en-Brie
3. La Houssaye-en-Brie
4. Marles-en-Brie
5. Mortcerf
6. Liverdy-en-Brie
7. Neufmoutiers-en-Brie
8. Châtres
9. Les Chapelles-Bourbon
10. Crèvecœur-en-Brie